# 타구치 마나카
타구치 마나카(일본어: 田口 愛佳, 2003년 12월 12일 ~ )는 일본의 여성 아이돌 그룹 AKB48의 멤버이다. 가나가와현 출신.